# ZIP! (웹사이트)
ZIP!(집)은 1997년 3월 개설된 최초의 인터넷 한영 디렉터리 서비스이다. www.zip.org라는 도메인을 통해 서비스되었다. 14개의 대분류와 3천여개의 중소 분류로 이루어져 있으며 한국어 사이트를 주로 게재하였다. 인터넷을 이용하는 네티즌이 쉽게 자주 찾는 웹사이트 및 정보를 검색할 수 있도록 키워드 검색도 지원하였다.
1997년 11월 네이버의 전신인 웹글라이더에 포함되었던 인터넷 디렉터리 서비스이기도 하다.